# Campeonato nacional de Estados Unidos 1917
Lista de los campeones del Campeonato nacional de tenis de Estados Unidos de 1917:

## Senior

### Individuales masculinos
Robert Lindley Murray vence a  Nathaniel W. Niles, 5–7, 8–6, 6–3, 6–3

### Individuales femeninos
Molla Bjurstedt vence a  Marion Vanderhoef, 4–6, 6–0, 6–2

### Dobles masculinos
Fred Alexander /  Harold Throckmorton vencen a  Harry Johnson /  Irving Wright, 11–9, 6–4, 6–4

### Dobles femeninos
Molla Bjurstedt /  Eleonora Sears vencen a  Phyllis Walsh /  Grace Moore LeRoy, 6–2, 6–4

### Dobles mixto
Molla Bjurstedt /  Irving Wright vencen a  Florence Ballin /  Bill Tilden, 10–12, 6–1, 6–3
| Predecesor: 1916 | Campeonato nacional de Estados Unidos 1917 | Sucesor: 1918 |
| Predecesor: -    | Grand Slam 1917                            | Sucesor: -    |

- Datos: Q2411586